# 戈韦亚 (阿尔凡德加-达菲)
戈韦亚是葡萄牙布拉干萨区的一个堂区。总面积17.69平方公里，总人口149人，人口密度8.4人/平方公里。